# Ciclismo ai Giochi della XVIII Olimpiade - Tandem
La prova del tandem di ciclismo su pista dei Giochi della XVIII Olimpiade si è svolta il 20 ottobre 1964 al velodromo di Hachiōji, in Giappone.

## Programma
| Data            | Round                |
| --------------- | -------------------- |
| 20 ottobre 1964 | Primo turno          |
| 20 ottobre 1964 | Recuperi primo turno |
| 20 ottobre 1964 | Quarti di finale     |
| 20 ottobre 1964 | Semifinali           |
| 20 ottobre 1964 | Finali               |

## Risultati

### Primo turno
| Serie | Nazione          | Atleti                             | Pos. | Tempo | Note |
| ----- | ---------------- | ---------------------------------- | ---- | ----- | ---- |
| 1     | Italia           | Angelo Damiano Sergio Bianchetto   | 1    | 11"00 | Q    |
| 1     | Messico          | José Mercado José Luis Tellez      | 2    |       |      |
| 2     | Ungheria         | Richárd Bicskey Ferenc Habony      | 1    | 10"97 | Q    |
| 2     | Giappone         | Hideo Madarame Toshimitsu Teshima  | 2    |       |      |
| 3     | Unione Sovietica | Imants Bodnieks Viktor Logunov     | 1    | 10"67 | Q    |
| 3     | Cecoslovacchia   | Karel Paar Karel Štark             | 2    |       |      |
| 4     | Germania         | Willi Fuggerer Klaus Kobusch       | 1    | 11"18 | Q    |
| 4     | Danimarca        | Niels Fredborg Per Sarto Jørgensen | 2    |       |      |
| 5     | Australia        | Ian Browne Daryl Perkins           | 1    | 10"81 | Q    |
| 5     | Francia          | Daniel Morelon Pierre Trentin      | 2    |       |      |
| 6     | Paesi Bassi      | Arie de Graaf Pieter van der Touw  | 1    | 11"29 | Q    |
| 6     | Gran Bretagna    | Karl Barton Christopher Church     | 2    |       |      |
| 6     | Stati Uniti      | Jack Disney Tim Mountford          | 3    |       |      |

### Recuperi
| Serie  | Nazione        | Atleti                             | Pos. | Tempo | Note |
| ------ | -------------- | ---------------------------------- | ---- | ----- | ---- |
| 1      | Francia        | Daniel Morelon Pierre Trentin      | 1    | 13"49 | Q    |
| 1      | Messico        | José Mercado José Luis Tellez      | 2    |       |      |
| 1      | Giappone       | Hideo Madarame Toshimitsu Teshima  | 3    |       |      |
| 2      | Cecoslovacchia | Karel Paar Karel Štark             | 1    | 10"77 | Q    |
| 2      | Stati Uniti    | Jack Disney Tim Mountford          | 2    |       |      |
| 3      | Danimarca      | Niels Fredborg Per Sarto Jørgensen | 1    | 11"03 | Q    |
| 3      | Gran Bretagna  | Karl Barton Christopher Church     | 2    |       |      |
| Finale | Cecoslovacchia | Karel Paar Karel Štark             | 1    | 10"82 | Q    |
| Finale | Danimarca      | Niels Fredborg Per Sarto Jørgensen | 2    |       | Q    |
| Finale | Francia        | Daniel Morelon Pierre Trentin      | 3    |       |      |

### Quarti di finale
| Serie | Nazione          | Atleti                             | Pos. | 1ª manche | 2ª manche | 3ª manche | Note |
| ----- | ---------------- | ---------------------------------- | ---- | --------- | --------- | --------- | ---- |
| 1     | Italia           | Angelo Damiano Sergio Bianchetto   | 1    | 10"67     | 10"84     |           | Q    |
| 1     | Danimarca        | Niels Fredborg Per Sarto Jørgensen | 2    |           |           |           |      |
| 2     | Unione Sovietica | Imants Bodnieks Viktor Logunov     | 1    | 10"58     | 10"70     |           | Q    |
| 2     | Australia        | Ian Browne Daryl Perkins           | 2    |           |           |           |      |
| 3     | Germania         | Willi Fuggerer Klaus Kobusch       | 1    | 10"82     | 10"84     |           | Q    |
| 3     | Ungheria         | Richárd Bicskey Ferenc Habony      | 2    |           |           |           |      |
| 4     | Paesi Bassi      | Arie de Graaf Pieter van der Touw  | 1    |           | 10"87     | 11"32     | Q    |
| 4     | Cecoslovacchia   | Karel Paar Karel Štark             | 2    | 10"95     |           |           |      |

### Semifinali
| Serie | Nazione          | Atleti                            | Pos. | 1ª manche | 2ª manche | 3ª manche | Note |
| ----- | ---------------- | --------------------------------- | ---- | --------- | --------- | --------- | ---- |
| 1     | Italia           | Angelo Damiano Sergio Bianchetto  | 1    |           | 11"03     | VS        | Q    |
| 1     | Germania         | Willi Fuggerer Klaus Kobusch      | 2    | 10"90     |           |           |      |
| 2     | Unione Sovietica | Imants Bodnieks Viktor Logunov    | 1    | 10"78     | 10"76     |           | Q    |
| 2     | Paesi Bassi      | Arie de Graaf Pieter van der Touw | 2    |           |           |           |      |

### Finali
| Nazione          | Atleti                            | Pos.    | 1ª manche | 2ª manche | 3ª manche |
| ---------------- | --------------------------------- | ------- | --------- | --------- | --------- |
| 1&2 posto        |                                   |         |           |           |           |
| Italia           | Angelo Damiano Sergio Bianchetto  | Oro     |           | 10"85     | 10"75     |
| Unione Sovietica | Imants Bodnieks Viktor Logunov    | Argento | 10"80     |           |           |
| 3&4 posto        |                                   |         |           |           |           |
| Germania         | Willi Fuggerer Klaus Kobusch      | Bronzo  | 10"98     | 11"04     |           |
| Paesi Bassi      | Arie de Graaf Pieter van der Touw | 4       |           |           |           |